# ハンブルク文化

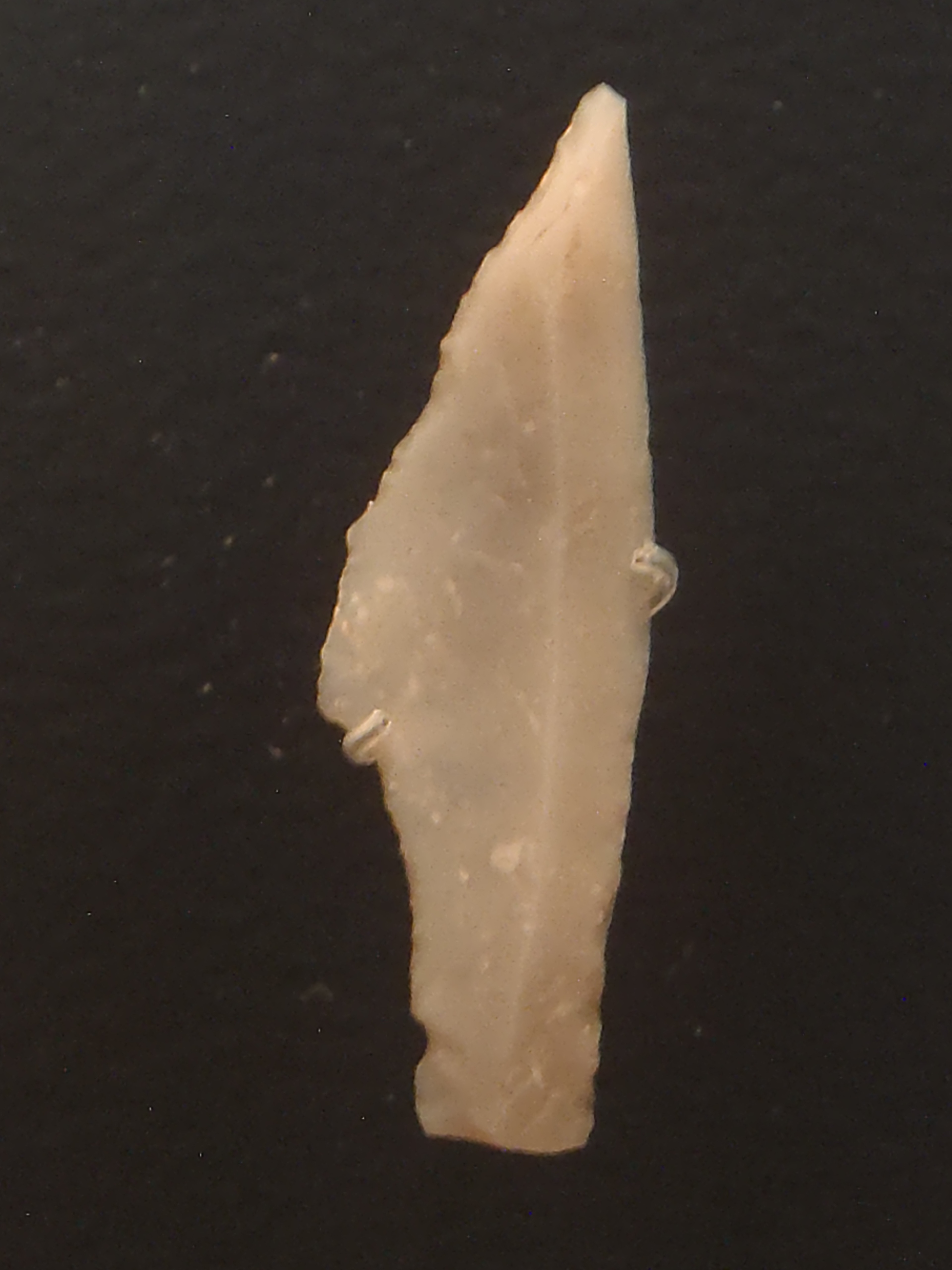
ユトランド半島中央部のビャーレフ・ヘデ（Bjerlev Hede）から出土した尖頭器。およそ紀元前12,500年のものであり、デンマーク最古の狩猟具とされる。

ハンブルク文化（英語：Hamburg culture）、またはハンバーギアン（英語：Hamburgian） ）は、最終氷期の紀元前15,500 - 13,100年ごろであったとされる、ベーリング間氷期から始まるヴァイセル氷河期（Weichsel Glaciation）の末期に、北西ヨーロッパで起こったトナカイを狩猟した人々による後期旧石器時代の文化。当時の氷冠の近くに遺跡がみられ、北はポメラニアの氷縁まで伸びている。
ハンブルク文化の石器は多くの場所で確認されており、その最たる例がドイツのハンブルクの北にあるメイエンドルフとアーレンスブルクの集落である。この文化は、ほぞのついた尖頭器や、鹿の角を加工するときに鏨として使われたジンケン（Zinken）石器を特徴としている。後期には、ハーフェルテ型に変化した尖頭器が出現し、これは北西部の変容であるとされることもある。広い地域に分布し、均一な発展が期待できないにもかかわらず、ハンブルク文化を独自の技術複合体として定義することが最近になって疑問視されることはない。
ハンブルク文化はフランス北部から北のスカンジナビア南部、そして東のポーランドに広がっていた。グレートブリテンでは、関連する文化にクレスウェリアン文化がある 。

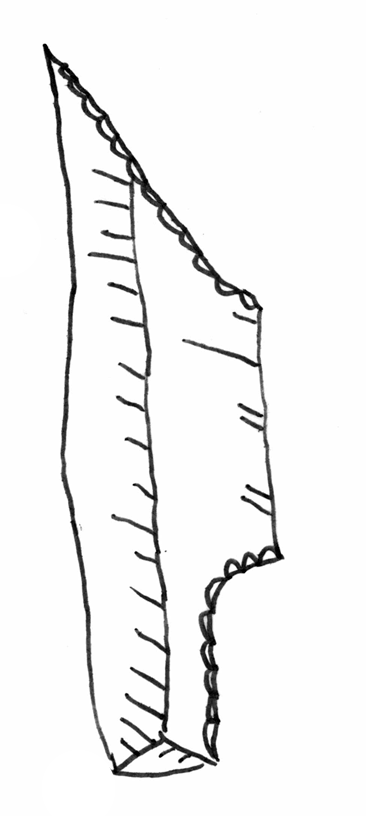
ほぞ付き尖頭器

1980年代初頭、スカンジナビアからのハンブルク文化の最初の発見が、南ユトランドのイェルスでなされ発掘された。最近、スコーネ北部のフィンヤ（Finja）などでも新しい発見があった。最新の調査結果（2005年）によると、これらの人々は、海面が今日のそれよりも50メートル (160 ft)低かったため、これらの人々は夏の間、ノルウェー沿岸を徒歩で遠く北上していたことが明らかにされた。 
ドイツ北部では、デトリタスの層がある野営地が見つかっている。層にはたくさんの角と骨があり、トナカイが主要な獲物だったようである。集落での出土品の分布は、集落は小さく、少人数で暮らしていたことを示している。集落の中には、考古学者がティピーのカバーとするための重りと解釈できる、円形に並んだ石を発見しているところもある。